# Blankartshof

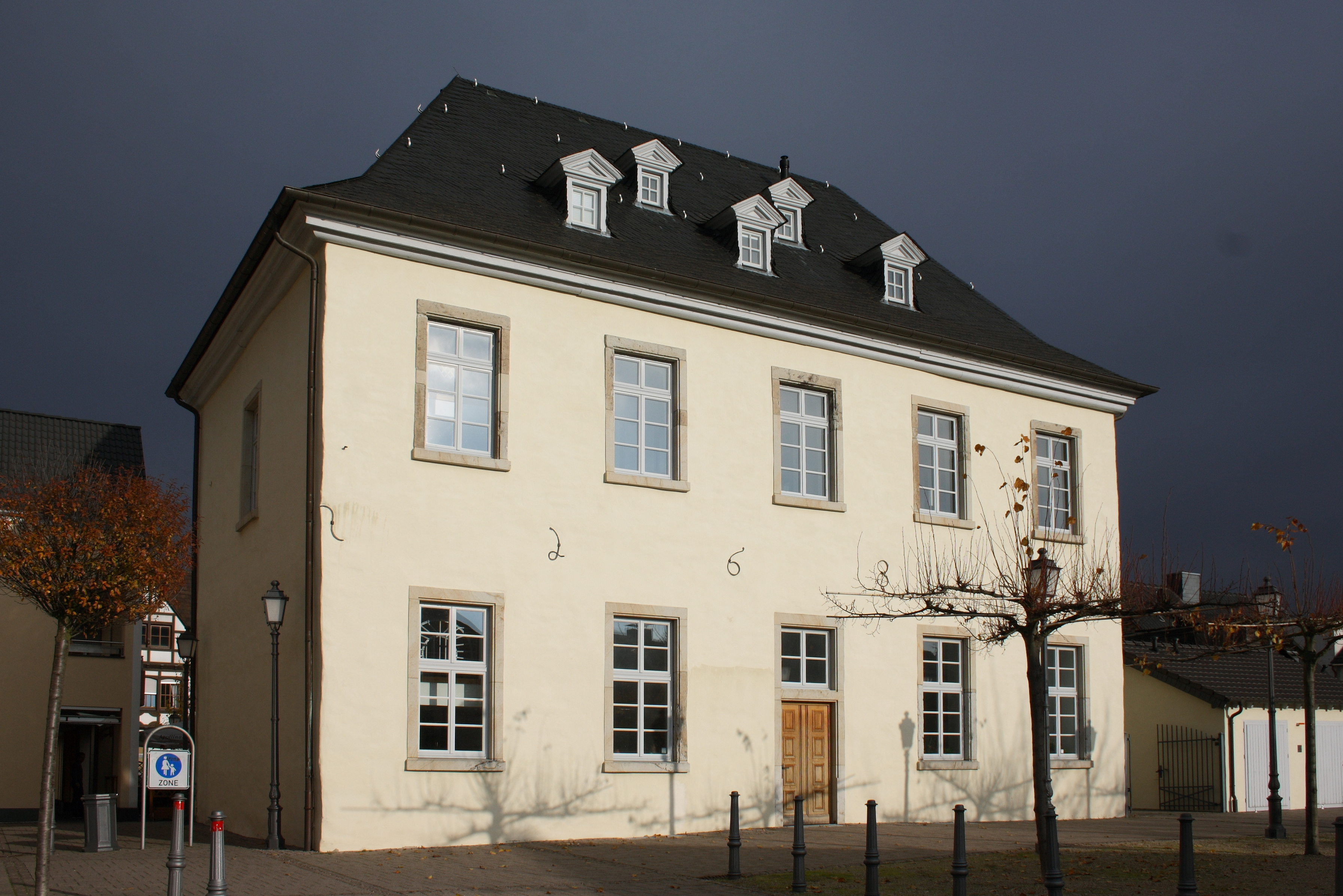
Blankartshof in Ahrweiler

Der Blankartshof (auch Herresdorfer Hof) in Ahrweiler, einem Stadtteil von Bad Neuenahr-Ahrweiler im Landkreis Ahrweiler in Rheinland-Pfalz, ist ein ehemaliger Adelshof der Familie Blankart von Ahrweiler. Das Gebäude in der Straße Blankartshof 1 wurde 1680 errichtet. Neben dem Deutschen Hof ist der Blankartshof als einziger von den ehemals sieben Ahrweiler Adelshöfen erhalten geblieben. Heute sind dort das Stadtarchiv und die Touristen-Information untergebracht. Der Blankartshof ist ein geschütztes Baudenkmal.

## Geschichte

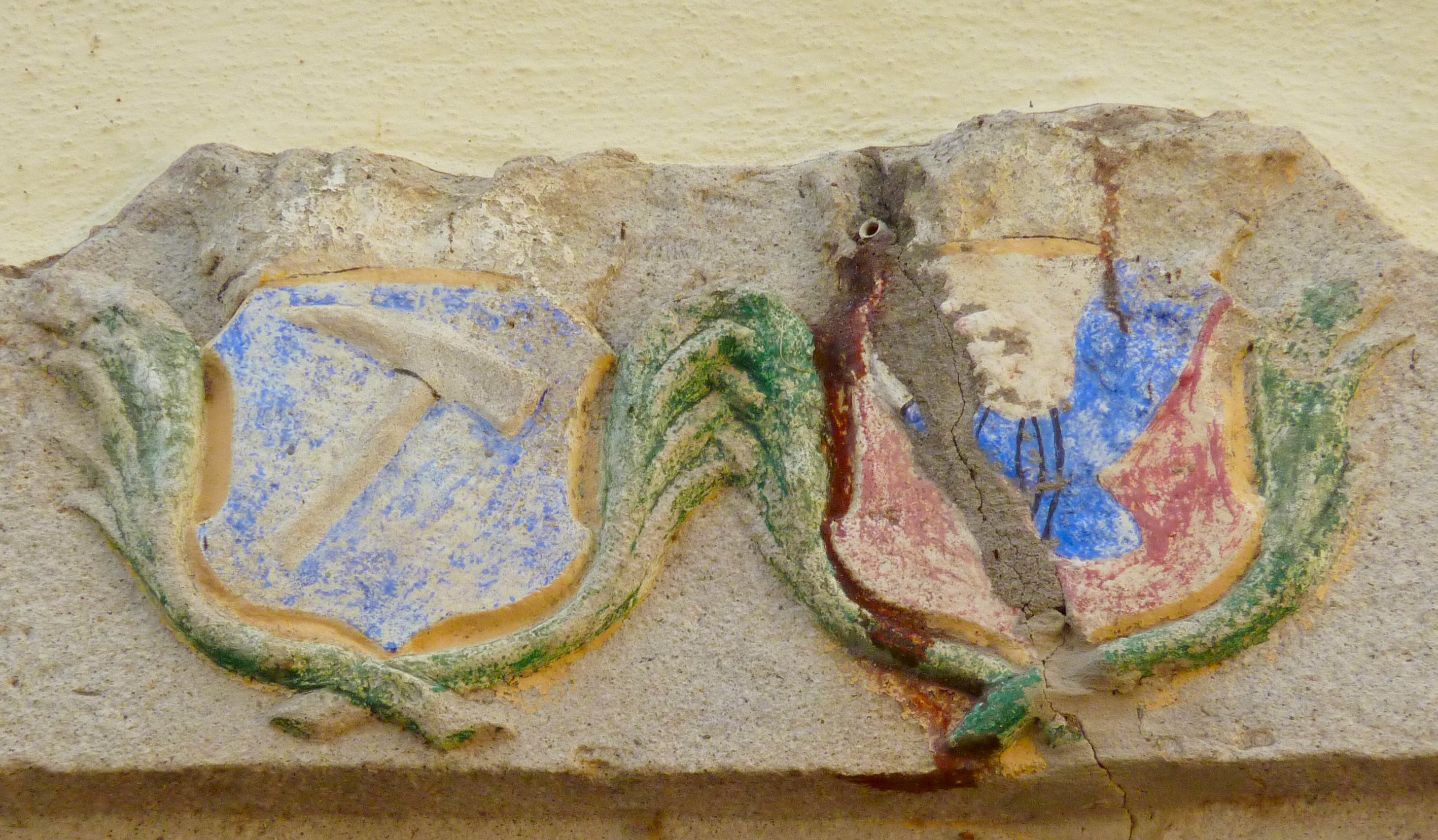
Allianzwappen über der rechten Eingangstür

Der Blankartshof war als Lehen der Reichsabtei Prüm zunächst im Besitz der Familie von Fischenich, die seit 1256 nachweisbar ist. Der Hof, der im 14. Jahrhundert auf die Familie Blankart überging, wurde deshalb auch als Fischenicher Hof bezeichnet. Er war der bedeutendste Adelshof in Ahrweiler und die Mitglieder der Familie Blankart, deren Name 1176 erstmals erwähnt ist, übten wichtige Ämter aus. Sie hatten einen Sitz im Ritterrat der Stadt Ahrweiler, sie waren Vögte von Kurköln und Räte der Erzbischöfe von Köln und Trier. In Ahrweiler besaß die Familie auch den Gymnicher Hof in der Adenbachhutstraße als Prümer Lehen. Mit Johann Otto Friedrich Blankart von Ahrweiler starb im Jahr 1712 der letzte männliche Nachkomme des Ahrweiler Zweiges.
1787 wurde ein Umbau des Blankartshofs durchgeführt. Im 19. Jahrhundert diente er zeitweise als Sitz des Landratsamtes, danach ging das Gebäude in Privatbesitz über. In den Jahren 1995 bis 2005 wurde es wieder instand gesetzt.

## Architektur
Das heutige Gebäude ist ein zweigeschossiger, fünfachsiger Barockbau, der von einem Walmdach gedeckt ist. Über der rechten Eingangstür an der Nordseite ist ein Allianzwappen erhalten. Auf der linken Seite ist das Wappen der Familie Blankart zu erkennen, auf dem ein Hammer dargestellt ist. Das rechte Wappen ist stark verwittert. Vermutlich war es das Wappen der Amalia Regina Freiin von Waldenburg, geb. Schenkeren zu Untersbach, die im Jahr 1694 starb.